# Transporte en Antofagasta
Antofagasta presenta conexión con el resto del país por medio de transporte aéreo, marítimo y terrestre.

## Transporte aéreo

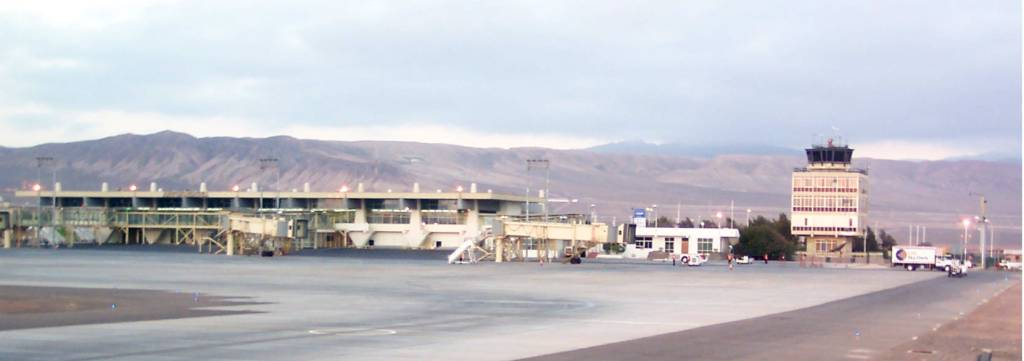
Aeropuerto Nacional Andrés Sabella Gálvez.

En la actualidad, el Aeropuerto Nacional Andrés Sabella Gálvez corresponde al único terminal aéreo de Antofagasta y está ubicado en Cerro Moreno, al norte de la ciudad. Calificado como Aeropuerto Internacional Regular. En este terminal operan actualmente tres líneas aéreas nacionales: LAN Chile, Principal Airlines y Sky Airline. Además es el centro de operaciones de la V Brigada Aérea de la Fuerza Aérea de Chile (FACH).
Previamente la ciudad contaba con las instalaciones del Aeródromo La Chimba, un terminal aéreo que fue inaugurado el 11 de octubre de 1941 para albergar los vuelos de la Línea Aérea Nacional, actual LAN Chile. Tras la ampliación del entonces Aeródromo Cerro Moreno, en 1946, el Aeródromo La Chimba pasó a albergar de manera exclusiva a los pilotos civiles de la ciudad. Finalmente, la Dirección General de Aeronáutica Civil de Chile permitió su operación hasta el 11 de octubre de 2001 tras el cambio del uso de suelo por parte del Ministerio de Bienes Nacionales.

## Transporte marítimo

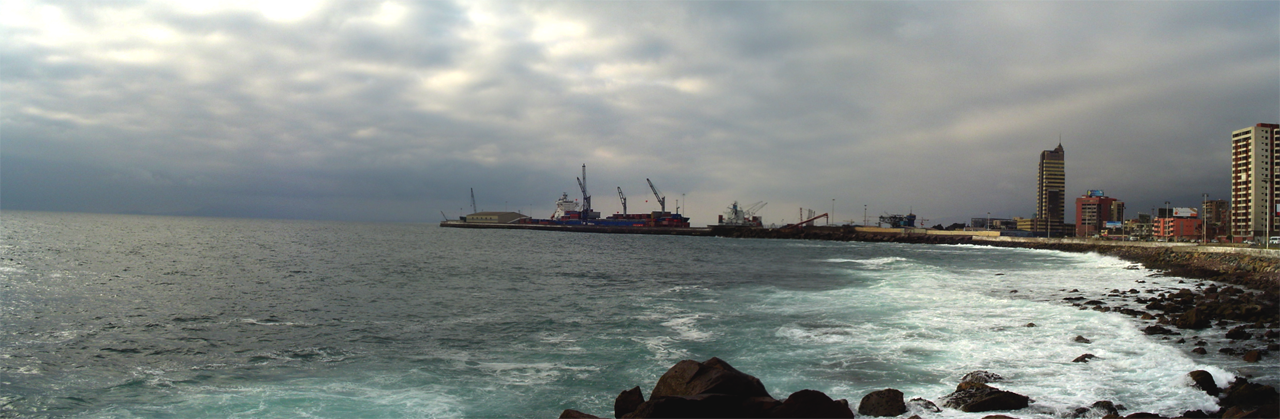
Costanera y puerto de Antofagasta (Antofagasta Terminal Internacional).

Antofagasta cuenta con un complejo portuario privado de siete sitios de atraque, con condiciones de operar una producción de 5.000.000 t de carga.
El Puerto de Antofagasta fue inaugurado por el presidente Carlos Ibáñez del Campo el 14 de febrero de 1943. El 6 de octubre de 1960 este puerto fiscal pasó a manos de la Empresa Portuaria de Chile (EMPORCHI), siendo administrado desde el 1 de julio de 1998 por la Empresa Portuaria Antofagasta (EPA). El 1 de marzo de 2003, cuatro sitios de atraque del muelle de Antofagasta fueron concesionados a la empresa Antofagasta Terminal Internacional, por lo que en la actualidad, la ciudad cuenta con un puerto de multioperaciones (sitios 1, 2 y 3) y un puerto de monooperaciones privada (sitios 4, 5, 6 y 7).  Además puede albergar al menos un transatlántico de eslora de 280 m.
El complejo portuario posee una conexión al Ferrocarril de Antofagasta a Bolivia (FCAB). Además de ser un puerto de comercio, es miembro de la Asociación de Puertos de Cruceros del Cono Sur, por lo que es puerto turístico.
En el sector de Caleta Coloso se encuentra actualmente el Terminal Marítimo Muelle Mecanizado Caleta Coloso (propiedad de Minera Escondida).

## Transporte terrestre
El tránsito vehicular se encuentra concentrado en torno las principales avenidas de la ciudad, debido a la conformación alargada y estrecha de la zona urbana. El único eje continuo que atraviesa a la ciudad de norte a sur corresponde al conjunto costero conocido popularmente como avenida Costanera, el cual se encuentra conformado por las avenidas Jaime Guzmán, Ejército, República de Croacia, Grecia, José Manuel Balmaceda, Aníbal Pinto, 7º de Línea y Edmundo Pérez Zujovic; estas avenidas permiten el acceso a lugares como Mall Plaza Antofagasta, el Campus Coloso de la Universidad de Antofagasta o el edificio consistorial de la Ilustre Municipalidad de Antofagasta, entre otros. Parte del sector sur se comunica de manera directa con el sector centro por medio de avenida Argentina, que permite el acceso a lugares como el hospital Regional, además de ser la única vía de acceso de alto tráfico para la población Coviefi. El conjunto céntrico de avenida General José Miguel Carrera y avenida Libertador Bernardo O'Higgins (conocida popularmente como avenida Brasil) da acceso a un sector donde se concentran pubs y restaurantes, y que empalma con avenida Angamos, permitiendo el acceso al estadio Regional y al Casa Central de la Universidad Católica del Norte, entre otros recintos. Otros ejes vehiculares importantes son: avenida Iquique, avenida Pedro Aguirre Cerda, Gran Avenida Radomiro Tomic, avenida Antonio Rendic, avenida Padre Alberto Hurtado, avenida Andrés Sabella y avenida Cardenal Carlos Oviedo.
La ciudad cuenta con un sistema de 49 semáforos conectados al Sistema Centralizado de Área de Tránsito Antofagasta, un conjunto de tres redes monitorizadas por medio de computadoras (red Centro, red Balmaceda y red Angamos), que permite la variación de flujos vehiculares. Además, seis intersecciones cuentan con cámaras en línea.
La ciudad se conecta hacia el norte del país por la ruta 1, que además permite el acceso al Aeropuerto Nacional Andrés Sabella Gálvez y al Monumento Natural La Portada. Tanto el acceso norte que es una continuación de la Avenida Salvador Allende y que se conecta con la ruta 26 entre la Quebrada Caracoles, como el acceso sur que corresponde a la Avenida de la Minería y que se conecta con la ruta 28 entre la Quebrada La Negra, sirven para llegar a la ruta 5 Panamericana, que conecta a la ciudad de manera indirecta con el resto del país y que forma parte de la Carretera Panamericana.
La comuna se comunica con Argentina por medio del Paso Socompa (ubicado a 3.876 m s. n. m.), al cual se puede acceder por medio de la ruta B-55.

### Transporte público

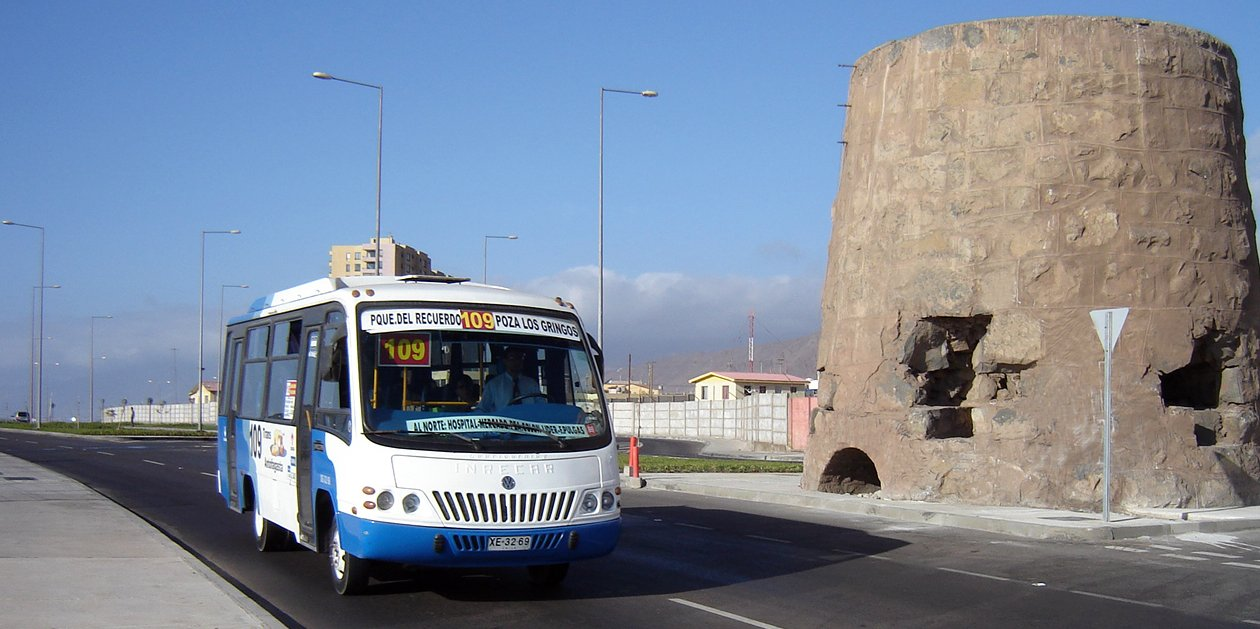
Microbús del servicio de transporte público TransAntofagasta.

El transporte público de Antofagasta se encuentra basado en el servicio brindado por taxis colectivos y microbuses.
El transporte mayor está compuesto por trece líneas de microbuses, que corresponden a autobuses con una capacidad menor a treinta personas. Este servicio de transporte público se encuentra dentro de una licitación y es conocido como TransAntofagasta. Este plan de transporte público comenzó a regir de manera oficial el 28 de noviembre de 2005, en reemplazo del antiguo servicio de microbuses. El nuevo plan, que contempla la actualización y mejora del servicio de transporte de pasajeros, incluye la creación de vías exclusivas, renovación de señalética, repavimentación de algunas calles céntricas, cambios en los recorridos, y la homogeneización de las tarifas y el diseño de los microbuses, cuyo número de recorrido cambió, por ejemplo, de "12" a "112".
El transporte menor está constituido por líneas de taxis colectivos, que corresponden a automóviles sedán de color negro que realizan su recorrido por la zona urbana a través de rutas fijas.
Debido al crecimiento urbanístico y demográfico que ha experimentado Antofagasta en la última década, actualmente se encuentra en estudio y discusión la implementación de un tranvía, utilizando la actual línea del Ferrocarril de Antofagasta a Bolivia. El objetivo del proyecto es descongestionar el tráfico vehicular que produce problemas en las horas punta, uniendo el norte y sur de la ciudad mediante una línea directa de tren.